# Schlangenkreuz

Schlangenkreuz

Schlangenkreuze im durch Petrus und Marcellinus gehaltenen Wappen von Geleen

Das Schlangenkreuz, auch als Schlangenkopfkreuz genannt, ist in der Heraldik eine gemeine Figur.
Diese Figur existiert in zwei verschiedenen Varianten. Dargestellt wird ein Kreuz, dessen vier Kreuzarmenden in einem Schlangenkopf oder in zwei Schlangenköpfen (Doppelschlangenkreuz) auslaufen. Die Zungen der Schlangenköpfe werden abweichend gefärbt.
Dieser Unterschied ist bei der Wappenbeschreibung zu erwähnen. Bevorzugt wird ein gemeines Kreuz. Sind je zwei Köpfe an den Armenden, so blicken die sich nicht an.
Das Adelsgeschlecht Huyn führte wie auch Othegraven das Kreuz im Wappen.